# Pop-folk
Pop-folk je glazbeni žanr nastao stapanjem klasične folk, odnosno tradicijske glazbe s pop glazbom radi modernizacije folk glazbe, spajanja modernih ritmova i glazbala. Pop-folk glazba popularna je u Jugoistočnoj i Istočnoj Europi, dok u svijetu nije doživjela značajan procvat, niti je osobito popularna.